# Васюган (деревня)
Васюган — упразднённая деревня в Татарском районе Новосибирской области. Располагалась на территории современного Новопервомайского сельсовета. Ликвидирована в 1973 г.

## География
Располагалась на территории современного Новопервомайского сельсовета, между деревнями Воздвиженка и Кузнецово.

## История
В 1928 г. посёлок Васюган состоял из 49 хозяйств. Центр Васюганского сельсовета Татарского района Барабинского округа Сибирского края.

## Население
По переписи 1926 г. в посёлке проживало 214 человек (109 мужчин и 104 женщины), основное население — эсты.

## Инфраструктура
В поселке располагались школа и маслозавод.